# Компаунд (ізоляція)
Компаунд — високомолекулярні діелектрики, які складаються із суміші різних речовин (смол, бітумів, ефірів целюлози тощо) та які змінюють свою в'язкість під час використання. По способу затвердіння розрізняють термопластичні й термореактивні компаунди. По використанню компаунди ділять на перколяційні й заливні.

## Склад
Як полімер (або олігомер) до складу полімерних компаундів входять епоксидні й ненасичені поліефірні смоли, рідкі кремнійорганічні каучуки, як мономери — початкові продукти для синтезу поліметакрилатів й поліуретанів.
Обмежене застосування мають компаунди на основі термопластичних матеріалів (бітумів, масел, каніфолі, церезину тощо), які представляють з себе тверді або воскоподібні маси, які перед застосуванням нагрівають, переводячи до рідкого стану.
До складу кремнійорганічних компаундів гарячого твердіння входять низькомолекулярні поліорганосилоксани, у макромолекулах яких містяться ненасичені групи, наприклад вінільні. Такі компаунди вулканізуються перекисом дикумілу із утворенням жорстких полімерів, які мають малі діелектричні втрати у діапазоні температур від -60 до 200 С.
Для виготовлення поліефірних компаундів застосовують ненасичені поліефірні смоли, які добре розчиняються у неграничних сполуках й при нагріванні за відсутності ініціаторів перекисного типу швидко перетворюються на тверді трьохвимірні полімери.
Епоксидні компаунди, на основі епоксидних смол, отримуються взаємодією дифенілолпропану із епіхлоргідрином або хлоргідринами гліцерину у лужному середовищі.
Метакрилатні компаунди готують на основі метил- або бутилметакрилату й поліефіру. Як ініціатор полімеризації застосовують перекис бензоїлу, інгібітором є гідрохінон.
До складу полімерних компаундів в залежності від призначення уводять пластифікатори, наповнювачі, затверджувачі, прискорювачі твердіння, ініціатори полімеризації, пігменти.
Пластифікатори зменшують крихкість, підвищують морозостійкість і стійкість до різкої зміни температури затверділих компаундів. Однак одночасно вони знижують термостійкість, зменшують міцність при вигині, розтягу та стисненні, погіршують діелектричні характеристики матеріалу. Одні пластифікатори (наприклад, дибутилфталат, трикрезилфосфат, діоктилсебацинат) мають звичайну пластифікувальну дію, інші, так звані модифікатори (наприклад, декотрі поліефіри, поліаміди), входять до складу макромолекул полімеру, збільшуючи його пластичність.
Як наповнювачі для полімерних компаундів застосовують пилоподібний кварцовий пісок, мелене кварцове скло, фарфоровий пил, слюдяний порошок, окиси металів, цементи тощо. Уведення наповнювача механічні напруги й температурний коефіцієнт лінійного розширення твердого полімерного компаунду, збільшує його теплопровідність й термостійкість. Крім того, наповнювачі знижують екзотермічний ефект й осідання при твердінні.

## Застосування
Компаунди застосовують для герметизації блоків та вузлі радіоелектронних пристроїв, які працюють в умовах високої вологості. При застосуванні термопластичні компаунди розігрівають (при цьому зменшується їх в'язкість), заливають й дають застигнути. Термореактивні компаунди полімеризуються та повторно не застосовуються.
Епоксидні компаунди холодного твердіння застосовують при температурах експлуатації до 120 °С. Компаунди, які тверднуть при нагріванні ангідридами, можуть тривало експлуатуватися за температур від -60 до 160 °С й короткочасно (декілька сотень годин) при температурах до 200 °С.
Тверді поліуретанові компаунди характеризуються доброю морозостійкістю (-80 °С) й еластичністю, однак мають малу механічну міцність, а їх електроізоляційні властивості різко знижуються при підвищенні температури експлуатації до 80-120 °С.
Метакрилатні компаунди застосовують у чистому вигляді або із наповнювачами за температур від -60 до 120 °С.

## Лиття
Окрім лиття задля герметизації та ізоляції виробів електронної апаратури, лиття застосовують також для формування виробів із компаундів (захисних корпусів тощо). В залежності від в'язкості компаунду лиття здійснюється без тиску або під невеликим тиском. (близько 5 кгс/см2). У найпростішому випадку компаунд напилюють на поверхню або занурюють елементи апаратури у ванну. При формуванні виробів компаунд заливають у пусту відкриту форму. Для цього застосовують спеціальне обладнання для замішування компонентів компаунду, його дозування й подачі до форми. Саму форму виготовляють з політетрафторетилену, кремнійорганічних каучуків й компаундів на їх основі, луженої бляшанки, алюмінію, сталі та інших матеріалів. Заповнені компаундом форми поміщають до термічних шаф, або до пічок. У деяких випадках використовують більш продуктивні методи — лиття пресуванням, напилення порошкоподібних компаундів у електричному полі або з псевдорозрідженого шару.

### Форма
Форма може вистругуватися з заготовки фрезою. Поверхня — двопараметрична множина точок простору, тобто множина точок простору, координати яких є функціями від двох параметрів u та v (наприклад, від криволінійних координат точки на поверхні). При цьому припускається, що ці функції диференційовні достатньо багато разів. Тобто якщо u та v — криволінійні координати точки на поверхні, то поверхню можна задати рівняннями:
{\displaystyle x=x(u,v),\quad y=y(u,v),\quad z=z(u,v),}
які називаються параметричними рівняннями поверхні.

Червоною лінією показана крива — траєкторія руху різального інструменту

У 1971 році Безьє увів систему UNISURF, повністю автоматизованої. З її допомогою оператор, який не має спеціальної математичної підготовки, міг легко спроектувати окремі ділянки кривих або поверхонь, користуючись для цього лише елементарними геометричними поняттями. Ця система була першою практичною системою проектування поверхонь, коли проектувальник визначає незамкнену ламану, утворену прямолінійними відрізками, зображення якої виводиться на дисплей. Система апроксимує цю ламану гладкою кривою. Вносячи різні зміни у початкову ламану, проектувальник міг змінювати апроксимувальну криву до тих пір, поки вона не буде задовільняти бажаним чинникам.
При проєктуванні поверхонь технічних форм й їх відтворення на станках з числовим програмним управлінням використовуються графічні та аналітичні способи задання поверхонь. Зручним способом є кінематичний, застосування триедру Френе та інтерполяційних методів для апроксимації кривих. Тобто криві, по яким буде рухатися фреза (або буде здійснюватися «друкування» при 3D-друці), можуть бути визначені лише наближено.

### Термопластоавтомат
При литті під тиском матеріал у гранульованому або порошкоподібному вигляді находить у інжекційний циліндр литтєвої машини, де прогрівається й переміщується шнеком, який обертається. По мірі пластифікації шнек відходить назад. Пластифікований матеріал при поступальному русі шнеку або поршня нагнітається у литтєву форму, де термопласти в залежності від їх природи й вимог, які висуваються до виробу, охолоджуються до 20-40 °С (полістирол, поліетилен) або до 80-120 °С (поліформальдегід, полікарбонат), а реактопласти й гуми нагріваються до 160—200 °С. У формі матеріал витримується під тиском для ущільнення, що значно знижує наступну усадку при охолодженні поза формою. Для попередження усадки на формі може застосовуватися інжекційне пресування.
Регулювання тиску у циклі лиття дозволяє спрямовано змінювати властивості виробів. таке регулювання легко здійснити у шнекових литтєвих машинах, які оснащені механізмами, які забезпечують переключення тиску у гідравлічній системі машини по заданій програмі.
З декотрим припущенням течія полімерного матеріалу по каналам литтєвої втулки й по литтєвій формі може розглядатися як стаціонарна ізотермічна, що описується рівняннями встановленого ламінарного осьосиметричного руху між двома паралельними пластинами. Деформаційні процеси, які відбуваються за цього, є характерними для нестискуваних (неньютонівських) рідин й підпорядковуються степеневому закону зміни властивостей в'язкості. Теплообмін при течії матеріалу по литтєвій формі розглядається як одновимірний тепловий потік від нагрітого матеріалу із температурою {\displaystyle T_{M}} до охолоджуваної стінки форми із стало температурою {\displaystyle T_{\Phi }} (для термопластів) або від нагрітої стінки до менш нагрітого матеріалу (для реактопластів й гумових сумішей).
Рівняння руху має вигляд
{\displaystyle {\frac {\partial p}{\partial x}}={\frac {\partial \tau _{xy}}{\partial y}},}
де {\displaystyle p} тиск, який прикладається до матеріалу у напрямку {\displaystyle x;\,\,\,\tau _{xy}} — напруга зсуву у напрямку {\displaystyle x.}
Рівняння енергії:
{\displaystyle {\frac {\partial T}{\partial \tau }}-a({\frac {\partial ^{2}T}{\partial y^{2}}})={\frac {\mu }{\rho C_{p}}}S,}
де {\displaystyle T} — температура матеріалу, {\displaystyle a} — коефіцієнт температуропровідності, {\displaystyle S} — дисипативна функція, {\displaystyle \mu } — в'язкість матеріалу, {\displaystyle \rho } — щільність матеріалу, {\displaystyle C_{p}} — теплоємність матеріалу.
Реологічне рівняння в'язкої рідини:
{\displaystyle \tau _{xy}=\mu ({\frac {\partial V_{x}}{\partial y}})^{n},}
де {\displaystyle {\frac {\partial V_{x}}{\partial y}}} — градієнт швидкості у напрямку {\displaystyle y,\,\,\,n} — індекс течії, що враховує відхилення реологічних властивостей розплаву від ньютонівської рідини.
Рівняння нерозривності (одновимірний випадок руху):
{\displaystyle {\frac {\partial V_{x}}{\partial x}}=0.}
Сумісне рішення цих рівнянь за різних граничних умов дозволяє наближено визначити швидкість руху матеріалу по литтєвій формі, час її заповнення, перепад тиску по довжині форми у період її заповнення тощо.
Для опису формування матеріалу на стадії ущільнення застосовують рівняння стану, яке пов'язує питомий об'єм {\displaystyle V} матеріалу із температурою {\displaystyle T} та тиском {\displaystyle p:}
{\displaystyle (V-\omega )(p+M)=KRT,}
де {\displaystyle \omega ,M,K} — константи рівняння стану полімеру, {\displaystyle R} — універсальна газова стала.